# سریر پادشاهان

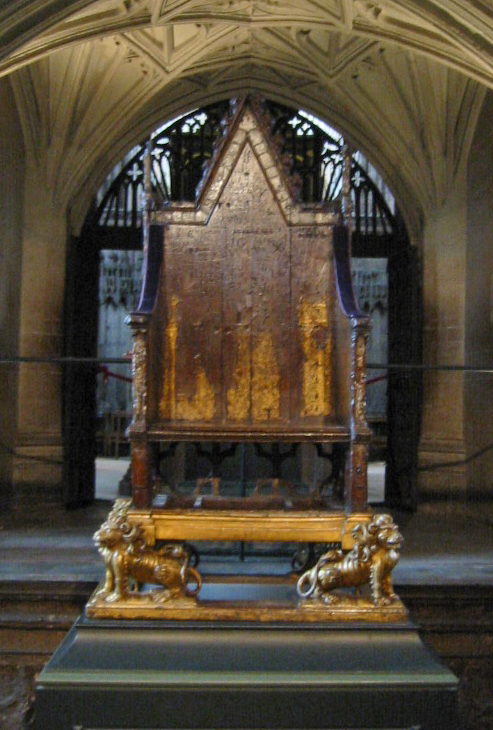
سریر پادشاهان متعلق به ادوارد یکم در کلیسای وست‌مینستر. فضای خالی در قسمت زیرین این سریر، مربوط به محل قرارگیری سنگ سرنوشت بوده‌است

سریر پادشاهان (انگلیسی: Coronation Chair) همچنین شناخته شده با عنوان تاریخی اریکهٔ سلطنتی ادوارد یا سریر شاه ادوارد، یک صندلی چوبی باستانی است که متعلق به ادوارد یکم و به تعبیری، پادشاهان انگلستان است. صندلی مذکور مزین به مجسمه‌های مجلل می‌باشد و در عین حال، یکی از کلیدی‌ترین ارکان و مولفه‌های مهم تاجگذاری سلطنتی در انگلستان محسوب می‌گردد. سریر پادشاهان به دستور ادوارد یکم و در حقیقت به منظور مکانی برای نگه‌داشتن سنگ سرنوشت در زیر آن ساخته شد. صندلی در فرم سبک گوتیک و به دست والتر دورهامی در میان سال‌های ۱۲۹۷ تا ۱۳۰۰ از چوب بلوط ساخته شد. در آغاز، پادشاه دستور داد تا صندلی از جنس برنز ساخته شود اما با تغییر عقیده، چنین تصمیم گرفت که از جنس چوب باشد.
سریر پادشاهان قدیمی‌ترین قطعه مبل انگلیسی موجود و ساخته‌شده به دست هنرمندی مشهور و شناخته‌شده‌است. از قرن ۱۴ میلادی، همهٔ پادشاهان انگلستان، در هنگام تاجگذاری بر روی این صندلی نشسته‌اند. البته، به استثنای ملکه ماری دوم که بر روی یک نسخهٔ بدل از این صندلی تاجگذاری کرد. پادشاهان تا پیش از این، برای تاجگذاری بر روی سنگ سرنوشت که در زیر صندلی قرار گرفته بود می‌نشستند تا اینکه در قرن ۱۷ میلادی، یک نشیمنگاه چوبی ساخته شد و از آن زمان، صندلی به فرم واقعی خودش مبدل گردید. این صندلی در طی ۸ قرن از عمر خودش تنها ۲ بار جابجا شده‌است. اولین مرتبه برای مراسم گزینش الیور کرامول به عنوان نیابت لرد در طول جمهوری انگلستان در کاخ وست‌مینستر بود؛ و دومین مرتبه، در طول جنگ جهانی دوم که به کلیسای جامع گلاستر منتقل شد.

## دورنمای تاریخی

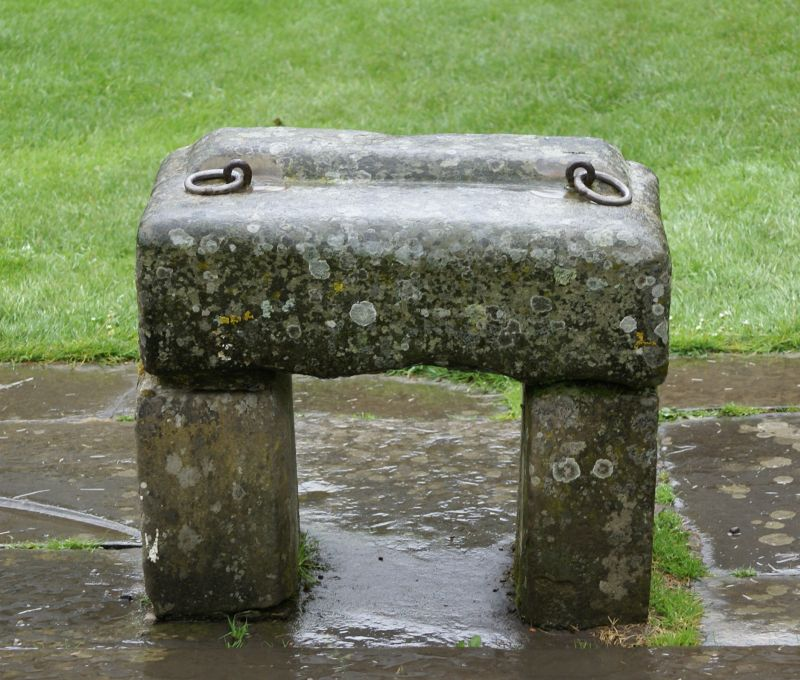
تخت پادشاهی اسکاتلند که پادشاهان بریتانیا بر روی آن تاج گذاری کردند

در سال ۱۲۹۶ و در طول درگیری‌های مشهور به جنگ‌های استقلال اسکاتلند، ادوارد یکم یک سنگ باستانی را که پادشاهان اسکاتلند بر روی آن تاجگذاری می‌کردند را به عنوان غنیمت جنگی غصب نمود که مورخان تاریخی اسکاتلند از این عمل به عنوان یک خسارت و خرابکاری جنگی یاد می‌نمایند. این سنگ به کلیسای وست‌مینستر لندن منتقل و در زیر سریر پادشاهان قرار داده شد. پس از آن زمان، تمام پادشاهان انگلستان و بریتانیا با نشستن بر روی این صندلی و سنگ، اقدام به تاجگذاری می‌نمودند.

## نگارخانه

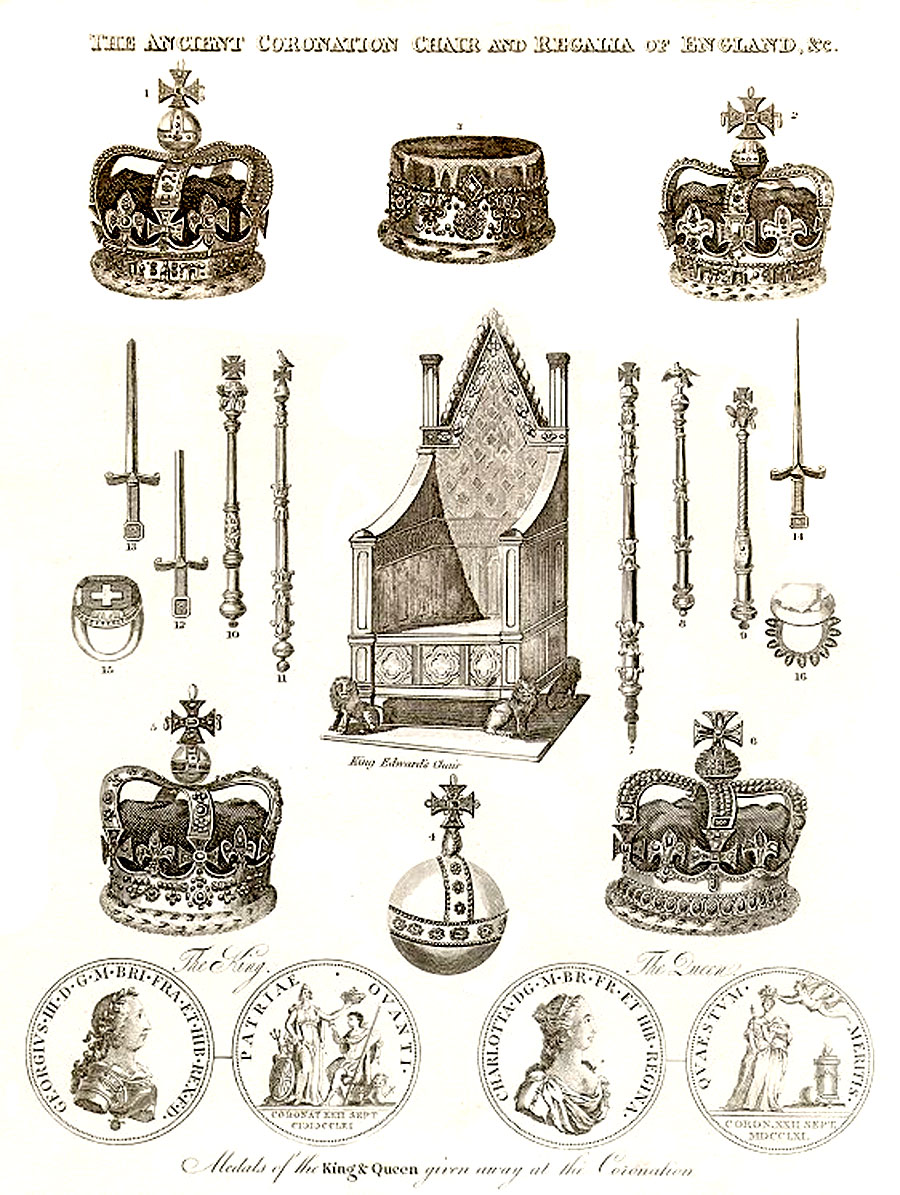
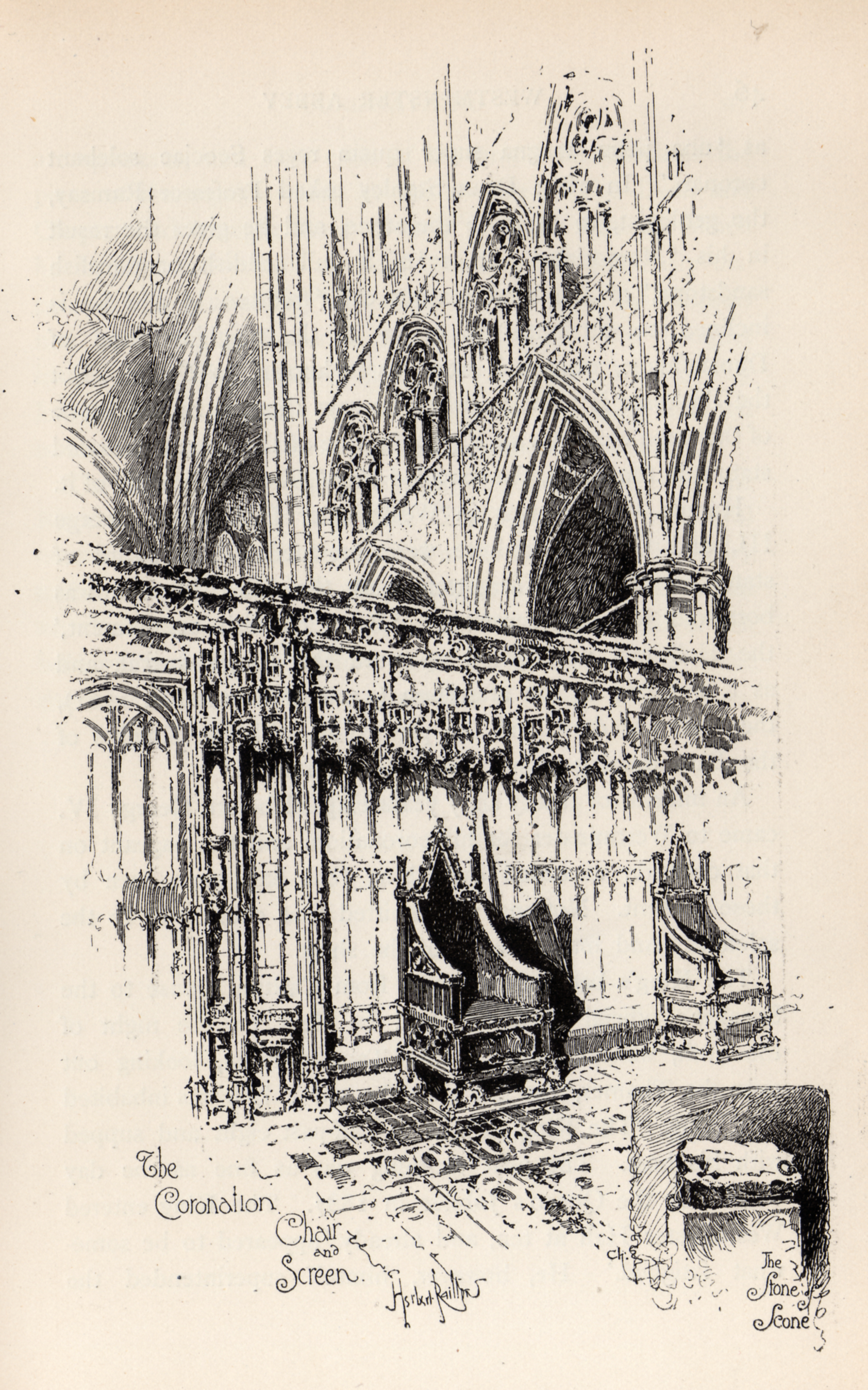
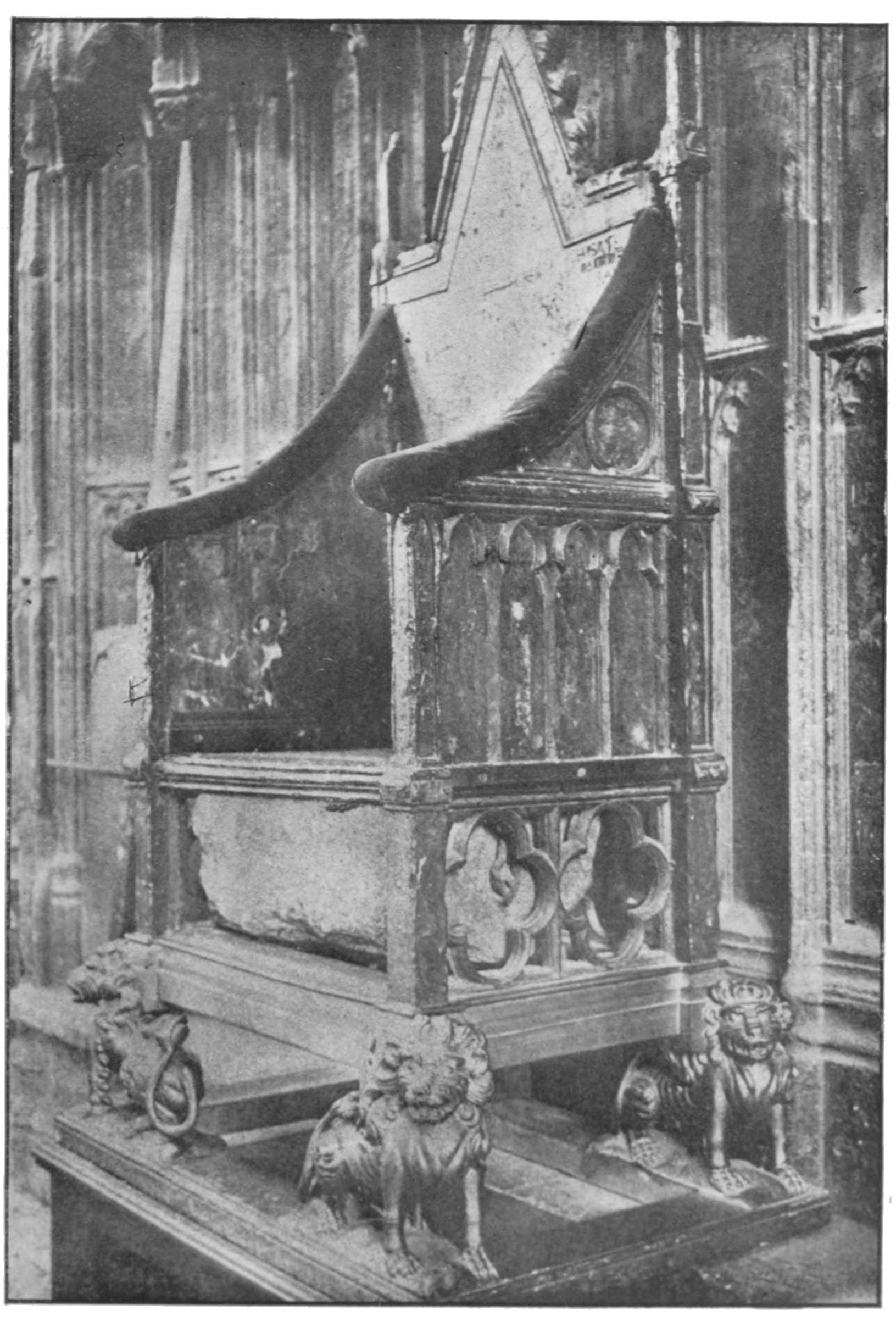
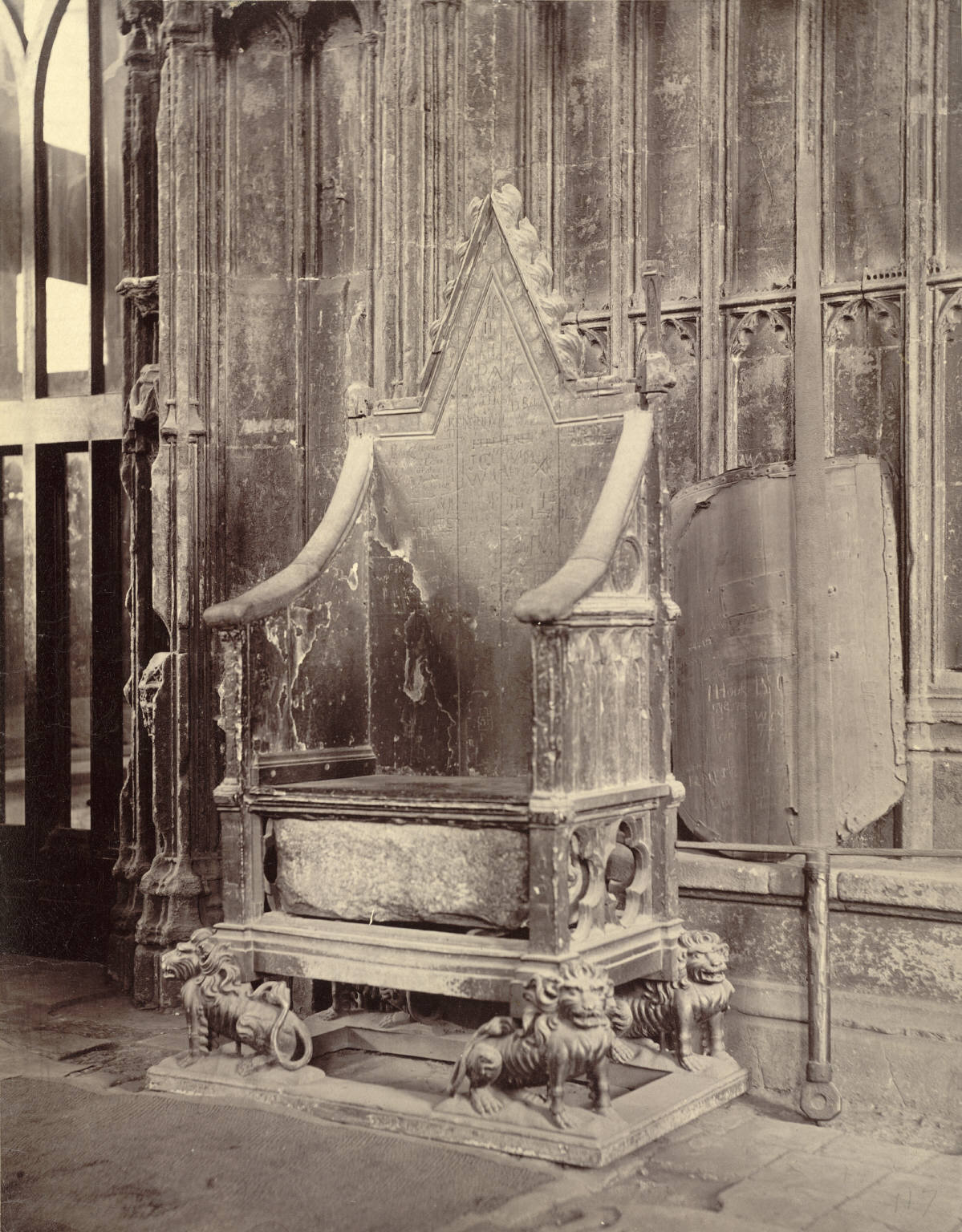
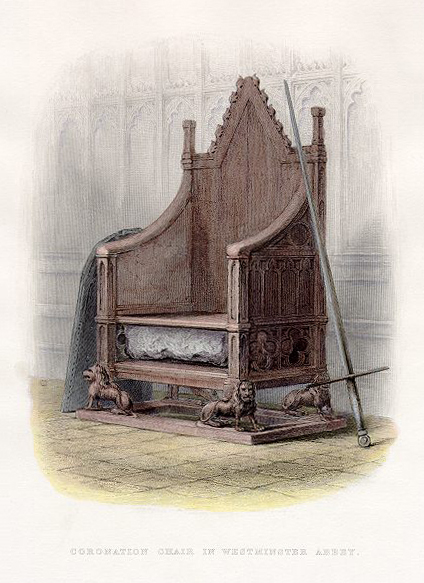
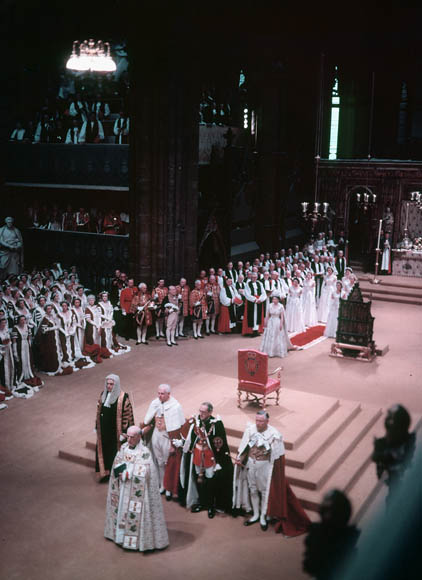